# کرکره (نرم‌تنان)

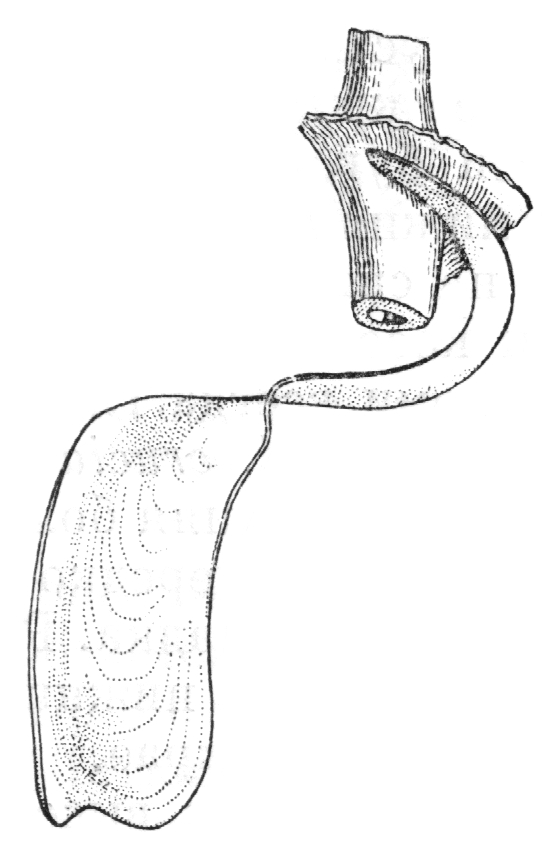
کرکره حلزون بید مجنون

کرکره (clausilium) ساختاری آهکی در بدن یک گروه از شکم‌پایان شش‌دار خشکی‌زی است که خانواده حلزون‌های کرکره‌دار Clausiliidae را تشکیل می‌دهند. این حلزون‌ها به‌وسیله انتهای پهن و گسترده کرکره دهانه گشودگی صدف خود را می‌بندند و به این طریق از بخش‌های نرم بدن خود در برابر جانوران شکارچی ازجمله لارو سوسک‌های گوشت‌خوار حفاظت می‌کنند.
انتهای باریک کرکره در یک شیار می‌لغزد. این شیار توسط چین‌های مارپیچی در سطح داخلی صدف در پیرامون ستونک‌ها columella پدید آمده است. این شیار طولانی است و ماهیچه‌هایی که کرکره را کنترل می‌کنند نیز طولانی هستند و این امر باعث می‌شود که جانور بتواند کرکره را به طور کامل به درون صدف بکشد. کارکرد ساختار کرکره‌ای این حلزون‌ها یادآور شیوه کارکرد درهای کرکره‌ای خودکار گاراژها است.
شکل کرکره در هر سرده تفاوت‌هایی دارد. برخی کرکره‌ها زبان‌مانند، برخی قاشق‌مانند، و برخی کاردک‌مانند هستند.